# Carl Paivio
Carl Paivio, urodzony jako Karl Einar Päiviö (ur. 23 listopada 1893 w Töysä, zm. kwiecień 1952 w Nowym Jorku) – fińsko-amerykański dziennikarz, działacz związkowy i anarchistyczny. Stał się znany w 1919 podczas Pierwszej Czerwonej Paniki, kiedy ze swoim kolegą Gustem Alonenem zostali skazani za „kryminalną anarchię”, którą było pisanie w radykalnej gazecie. Paivio i Alonen byli pierwszymi aktywistami skazanymi w stanie Nowy Jork za złamanie prawa o kryminalnej anarchii, chociaż zostało ono uchwalone już w 1902, zaraz po zamachu na prezydenta Williama McKinleya.

## Życie
Paivio urodził się w Töysä i wyemigrował do Stanów Zjednoczonych jako nielegalny imigrant w wieku 22 lat. Wypłynął z Finlandii do Australii jako członek załogi fińskiego statku handlowego i dostał się do Seattle jesienią 1915. W grudniu 1917 przeniósł się do Nowego Jorku i wstąpił do syndykalistycznego związku zawodowego Robotników Przemysłowych Świata. Był członkiem fińskiego IWW w Bronksie, znanej ze swojego radykalizmu w IWW, sprzeciwiająca się wszelkiej scentralizowanej władzy lub scentralizowanej organizacji. Grupa publikowała anarchistyczną gazetę w języku fińskim pod tytułem „Luokkataistelu”. Paivio był jej redaktorem, a Gust Alonen współredaktorem. Artykuł zawierał następujący tekst:

Wściekły tłum jest jedynym możliwym sposobem zorganizowania otwartej walki w ostatnich decydujących krwawych bitwach między kapitalistami a klasą robotniczą. Do piekła z naukami pokojowej rewolucji. Krwawe przejęcie władzy przez klasę robotniczą jest jedynym możliwym sposobem, ponieważ dopóki nasz wróg jest w stanie podnieść choćby jeden miecz, bezkrwawa walka jest snem na jawie.

Paivio i Alonen zostali aresztowani w sierpniu, a proces rozpoczął się 6 października. 28 października 1919 sędzia Sądu Najwyższego Bartow S. Weeks skazał ich na kary pozbawienia wolności od czterech do ośmiu lat za „kryminalną anarchię”. Sąd wezwał również do deportacji Paivio i Alonena po wygaśnięciu ich wyroków, ale ona nigdy nie została wykonana.
Carl Paivio został zwolniony z więzienia Clinton w 1923. Kontynuował swoją działalność w kilku lewicowych organizacjach, ale według autobiografii Elizabeth Gurley Flynn Paivio przeszedł później od anarchizmu do komunizmu. Został sekretarzem krajowym Partii Komunistycznej zasilonej przez Fińskie Towarzystwo Wzajemnej Pomocy w Ameryce. Był również zatrudniony w Międzynarodowym Zakonie Robotniczym. W latach trzydziestych i czterdziestych XX wieku Paivio był wybitnym lewicowym organizatorem politycznym, wykładowcą i instruktorem. Podczas Drugiej Czerwonej Paniki prowadzonego przez senatora Stanów Zjednoczonych Josepha McCarthy’ego Paivio był zaaresztowany w celu deportacji na mocy ustawy McCarrana-Waltera i przetrzymywany na Ellis Island, ale zmarł, zanim został deportowany do Finlandii.